# 더 키퍼 (영화)
더 키퍼(The Keeper)는 미국에서 제작된 키오니 왁스먼 감독의 2009년 액션 영화이다. 스티븐 시걸 등이 주연으로 출연하였고 필립 B. 골드핀 등이 제작에 참여하였다. 개봉명은 스티븐 시걸의 더 키퍼이다.

## 출연

### 주연
- 스티븐 시걸

### 조연
- 리즐 카스튼스
- 아론 쉬버
- 자니 헥터
- 스테프 듀발
- 러스 레인스
- 케빈 위긴즈
- 트린 크리스틴슨
- 토마스 산체즈
- 리오 알렉산더

## 제작진
- 공동제작: 토르 녹스
- 세트: 수잔 마게스트로
- 배역: 안젤리크 미드썬더